# Medium Raw: Night of the Wolf
Medium Raw: Night of the Wolf è un film per la televisione del 2010 diretto da Andrew Cymek. È un film thriller canadese con William B. Davis, John Rhys-Davies e Brigitte Kingsley.
È incentrato sulle vicende di un maniaco assassino che semina terrore in un manicomio criminale.

## Trama
Gli investigatori Elliott Carbon e Johnny Morgan riescono nell'arresto di un serial killer noto come "Il Lupo", responsabile dell'omicidio di 15 ragazzine: l'assassino nell'ispirarsi alla nota fiaba Cappuccetto Rosso metteva in atto i suoi crimini vestendo un'armatura che richiamava le fattezze di un lupo, armata con dei lunghi artigli.
L'omicida viene trasferito al manicomio criminale del dottor Parker supervisionato da Carbon e Morgan, ma una falla al sistema informatico della struttura causa un black out e l'apertura delle celle, lasciando i poliziotti in balia non solo del lupo ma anche di tutti gli altri criminali psicopatici che erano detenuti nel manicomio.

## Produzione
Il film, diretto e sceneggiato da Andrew Cymek, fu prodotto da Brigitte Kingsley per la Black Walk Productions e la Defiant Empire e girato a Toronto in Canadacon un budget stimato in un milione di dollari.

## Distribuzione
Il film fu trasmesso in Canada il 6 agosto 2010  sulla rete televisiva Super Channel. È stato poi distribuito in DVD nel 2011 dalla Anchor Bay Entertainment.  È stato distribuito anche negli Stati Uniti dalla Fantastic Films International.

## Promozione
Le tagline sono:
- "Who's Afraid of the Big Bad Wolf?".
- "At Parker's Insane Asylum the Hunt Begins!".